# الطاهر فنيش
الطاهر فنيش، واسمه الكامل سيدي الطاهر بن عبد الحق فنيش، هو قايد مغربي، كان سفيرا في عهد محمد الثالث في البلاط الفرنسي من 1777 إلى 1778 لدى لويس السادس عشر. ·  كما كان سفيراً في البلاط الإنجليزي عام 1773 لدى جورج الثالث. الطاهر فنيش هو قائد سلاح المدفعية المغربية.

## مسيرته
ولد الطاهر فنيش لعائلة سلاوية عريقة من أصل أندلسي، وهو ابن باشا سلا عبد الحق فنيش. ينتمي إلى سلسلة من القراصنة، عائلته أقامت بشكل خاص علاقات خارجية وضعها السلطان في خدمته. في عام 1777، تم تعيينه سفيراً في هولندا، لكنه ذهب أخيرًا إلى فرنسا. وصل إلى باريس في 10 يناير 1778 واستقبل جمهورًا رسميًا من لويس السادس عشر في 22 يناير من نفس العام، وأعطاه بهذه المناسبة رسالة من السلطان يلوم فيها السلوك السيئ للويس دي شينير، القنصل في سلا. كانت سفارتها في باريس تهدف إلى التفاوض بشأن تبادل العبيد، لكن هذا المشروع فشل لأن فينيش لم يدعم السلطان بشكل كاف. في عام 1786، تم تعيين الطاهر ليناقش مع القنصل توماس باركلي حول المعاهدة المغربية الأمريكية.